# Robert A. Sherman
Robert A. Sherman, född 1953 i Boston, är en amerikansk advokat och diplomat. Han var USA:s ambassadör i Portugal 2014–2017.
Sherman avlade 1975 kandidatexamen i statskunskap vid University of Rochester och juristexamen 1978 vid Boston University. Mellan 2002 och 2004 fungerade han som advokat för offer för sexuella övergrepp som stämde Bostons ärkestift.